# Michael Neunteufel
Michael Neunteufel (* 9. April 1958 in Wien) ist ein österreichischer Pianist und Komponist.

## Leben
Michael Neunteufel hatte während seiner Schulzeit in den Jahren von 1965 bis 1972 Klavierunterricht am Konservatorium Wien sowie Unterricht in Oboe bei Hans Hadamovsky und Klavierunterricht bei Hans Petermandl und Walter Fleischmann an der Universität für Musik und darstellende Kunst Wien.
Nach dem Abschluss der Matura mit Auszeichnung im Jahr 1976 studierte er im Jahr 1977 Tonsatz und Kontrapunkt an der Universität Wien. Im Jahr 1978 legte er an der Universität für Musik und darstellende Kunst Wien das Diplom in Musikpädagogik mit der Sponsion zum Magister artium der Musikpädagogik ab. Zudem absolvierte er in den Jahren von 1977 bis 1979 Privatstudium in Oboe bei Alfred Dutka in Wien.
Von 1985 bis 1989 nahm Neunteufel am deutschen Forschungsprojekt „Partnerklavier“ mit Peter Heilbut und Heinz Görges teil.
In den Jahren von 1987 bis 1990 studierte er an der Universität Mozarteum Salzburg Musikpädagogik bei Wolfgang Roscher und Klavier Andor Losonczy. Die Sponsion zum Magister artium der Musikpädagogik erfolgte im Jahr 1990 ebenda.
Seit 1981 unterrichtet Neunteufel an der Musikschule Bregenz Klavier und Musikkunde und seit 1990 ist er Lehrbeauftragter am Vorarlberger Landeskonservatorium und Rezensent bei den Vorarlberger Nachrichten.

„Musik mit expressiv angelegter Aussage und mit mehrdeutiger, aber klar hörbarer Tonalität. Diesbezügliche Übereinstimmung mit Debussy, Prokofjew und Hindemith. Messiaens Klangschichtungen und Mussorgskijs Redestil als Vorbilder. Musik mit typischer Eigenprägung inklusive Jazz-Elementen. Mit eigenen Worten: „Meine Musik ist zum Anfassen und geht auf den Hörer zu. Sie rührt und erzählt, was Worte nicht mehr vermögen.““

## Auszeichnungen
- 1984: 1. Preis beim Cesar-Bresgen-Liedkompositionswettbewerb Salzburg[2]
- 1987: 2. Preis beim Chorkompositionswettbewerb des Chorverbands Vorarlberg[2]

## Werke (Auswahl)

### Ensemblemusik
- Burlescina – Duo für Klavier vierhändig, op. 3/1 (2000)[4]
- Burlescina a tre – für Holzbläser und Klavier, op. 3/2 (1981)[4]
- Mich brennt’s an meinen Reiseschuh’n – Liedbearbeitung nach Texten von Joseph von Eichendorff, op. 8/1 (1984)[4]
- Gute-Nacht-Geschichte – Duo für Violoncello, op. 19/1 (1985)[4]
- Kammermusik – Trio für Blockflöte, Cello und Klavier, op. 15 (19852002)[4]
- Scherzo – für Trompetenquintett, op. 17 (1985)[4]
- Meloi 1 – Duo für Flöte und Klavier, op. 13/1 (1985)[4]
- Ohne Titel – Trio für Blockflöte, Cello und Klavier, op. 25 (1986)[4]
- Poem – Duo für Flöte und Klavier, op. 27 (1986)[4]
- Trio – für 2 Flöten und Fagott, op. 20 (1986)[4]
- Guten-Morgen-Geschichte – Duo für Cello, op. 19/2 (1986)[4]
- Sonata Longa – Duo für Violine und Klavier, op. 63 (1986–1995)[4]
- Romantisches Rond(in)o – Duo für zwei Klaviere, op. 31 (1987)[4]
- An jenem Tag – Duo für Flöte und Klavier, op. 39 (1987/1988)[4]
- Introduktion und Thema – Duo für Klarinette und Klavier, op. 33 (1987)[4]
- Vogelstimmen – Drei Duos für Flöte und Violine, op. 40 (1988)[4]
- Humoreske – Duo für zwei Klaviere, op. 37 (1988)[4]
- Romantisches Rondo – Duo für zwei Klaviere, op. 31 (1988)[4]
- Gavotte – Trio für Violine, Klarinette und Klavier, op. 44 (1990)[4]
- Lieder – Solo für Klavier und Solostimme Sopran nach Texten von Käthe Kamossa, op. 45 (1990)[4]
- Sommerwind – Duo für Flöte und Harfe, op. 53 (1991)[4]
- Suite 1.9.9.1 – Duo für Blockflöte und Cembalo, op. 51 (1991)[4]
- Dialog für vier Holzbläser – Quartett für Flöte, Oboe, Klarinette und Fagott, op. 49 (1991)[4]
- Perpetuum sonare – Duo für Melodieinstrument und Klavier, op. 57 (1992)[4]
- Siciliano pastorale – Trio für Klavier (oder Cembalo), Violine und Violoncello, op. 61 (1994)[4]
- Ei hazrate 'Abdu'l-Bahá – Persische Weise für  zwei Violinen, Horn, Viola, Violoncello und Männerstimme, op. 68 (1996)[4]
- Nachgesang in drei Teilen – Quartett für zwei Violinen, Viola und Violoncello, op. 66 (1996)[4]
- Triangel – Trio für zwei Violinen und Klavier, op. 70 (1996)[4]
- Langsamer Marsch – Quartett für kleine Trommel, Viola, Violoncello und Kontrabass, op. 73 (1996)[4]
- Piece für Dominik – Duo für Kontrabass und Klavier, op. 71 (1996)[4]
- Nachgesang in drei Teilen – zwei Violinen, Viola und Violoncello, op. 66 (1996)[4]
- Heidenröslein – Variationen für Klavier, Viola und Kontrabass, op. 74 (1997)[4]
- Gedanken ranken – Duo für zwei Bratschen, op. 75/3 (1998)[4]
- Drei Miniaturen für Metallophon – Duo für Vibraphon und Metallophon, op. 77 (1999)[4]
- Freundschaftsgruss – Quintett für fünf Alphörner, op. 79 (2000)[4]
- Andantino und Rondino – Duo für Klavier und Violine, op. 83 (2003)[4]
- Power 4 Xylophon Kla4 – Duo für Xylophon und Klavier, op. 95 (2008)[4]
- Echo1 und Echo2 – Trio für Posaune, Tuba und Klavier, op. 92 (2008)[4]
- Romanze – Duo für Kontrabass und Klavier, op. 102/1 (2014)[4]

### Solomusik
- Kinderklavierstücke – Solo für Klavier, op. 7 (1983)[4]
- Fantasia-Meditation – Solo für Klavier, op. 9 (1984)[4]
- Impression 1 – Solo für Klavier, op. 18/1 (1985)[4]
- Impression 2 – Solo für Klavier, op. 18/2 (1985)[4]
- Andante rubato – Solo für Harfe, op. 14 (1985)[4]
- Impression 3 – Solo für Klavier, op. 26/1 (1986)[4]
- Impression 4 – Solo für Klavier, op. 26/2 (1986)[4]
- Impression 5 – Solo für Klavier, op. 29 (1986)[4]
- Lyrischer Liederzyklus – Solo für Klavier und Solostimme Bariton nach Texten von Käthe Kamossa, op. 32 (1987)[4]
- Danza del brucha – Hexentanz, Solo für Gitarre, op. 43 (1990)[4]
- Prayer – Gebet – Solo für Harfe, op. 54 (1991)[4]
- Vier Klavierstücke – The Laws, Solo für Klavier, op. 59 (1993)[4]
- Klavierstück Vier plus Eins – Tagträume, Solo für Klavier, op. 64 (1995)[4]
- Trauermusik für Harmonium/Orgel – Solo für Harmonium (oder Orgel), op. 75/1 (1997)[4]
- Dreiviertel getroffen – Solo für Violine, op. 75/2 (1998)[4]
- Schmetterlinge – Solo für Klavier, op. 94/1 (2008)[4]
- Variationen über E. Griegs „Aus jungen Tagen“ – Solo für Klavier, op. 96 (2010)[4]
- Impromptu Es-Dur – Solo für Klavier, op. 101 (2013)[4]

### Vokalmusik
- Ya Baha ul Abha – Gebet, op. 4/2 (1982)[4]
- Zwei Menuette – (Johann Sebastian Bach), Bearbeitung für gemischten Chor, op. 10 (1984)[4]
- Frieden Motette – für gemischten Chor, op. 12 (1985)[4]
- Im Reiche... – Geistliches Chorlied nach Texten von Nuri Mirza Husayn Ali, op. 24 (1986)[4]
- Meine Ewigkeit – Geistliches Chorlied nach Texten von Nuri Mirza Husayn Ali, op. 30 (1987)[4]
- Vom Himmel... – Kompositionsstudie für gemischten Chor (1987)[4]
- Die sieben Täler – Motetten für gemischten Chor, op. 36 (1987/1988)[4]
- Erhebe Dich – Kanon für Männerchor, fünf- oder neunstimmig, op. 38 (1988)[4]
- Mehr Zeit – Monolog für Männerchor, op. 42 (1989)[4]
- Verborgenes Wort „Wenn du mich liebst“ – für gemischten Chor nach Texten von Nuri Mirza Husayn Ali, op. 48/1 (1991)[4]
- Verborgenes Wort „A Messenger of Joy“ – für gemischten Chor nach Texten von Nuri Mirza Husayn Ali, op. 48/2 (1992/1993)[4]
- Contraductinus – über ein Kirchenlied, für gemischten Chor dreistimmig, op. 62 (1994/1995)[4]
- Chor-Meditationen – für gemischten Chor und mittlere Solostimme nach Texten von Nuri Mirza Husayn Ali, op. 60/1-2 (1994)[4]
- Du Herz – für Männerchor, op. 84 (2003/2004)[4]
- Gefrorene Thränen – für Männerchor, op. 93 (2008)[4]
- Blessed gesungen – Terzett, op. 98/1 (2011)[4]
- Vom Himmel hoch – für Männerchor oder gemischten Chor, op. 99/1-3 (2011)[4]
- O Sohn des Geistes – für gemischten Chor, op. 100 (2012/2014)[4]